# Parasyrisca mikhailovi
Espèce
Parasyrisca mikhailovi est une espèce d'araignées aranéomorphes de la famille des Gnaphosidae.

## Distribution
Cette espèce est endémique d'Ossétie du Nord-Alanie en Russie,.

## Description
La femelle holotype mesure 15,00 mm.

## Étymologie
Cette espèce est nommée en l'honneur de Kirill G. Mikhailov.

## Publication originale
- Ovtsharenko, Platnick & Marusik, 1995 : A review of the Holarctic ground spider genus Parasyrisca (Araneae, Gnaphosidae). American Museum Novitates, no 3147, p. 1-55 (texte intégral).